# 孔特拉馬埃斯特雷
孔特拉馬埃斯特雷（西班牙語：Contramaestre）是古巴的城鎮，属聖地牙哥省，面積610平方公里，海拔高度110米，2004年人口101,832，人口密度為每平方公里166.86人。